# Juan Guerrero Zamora

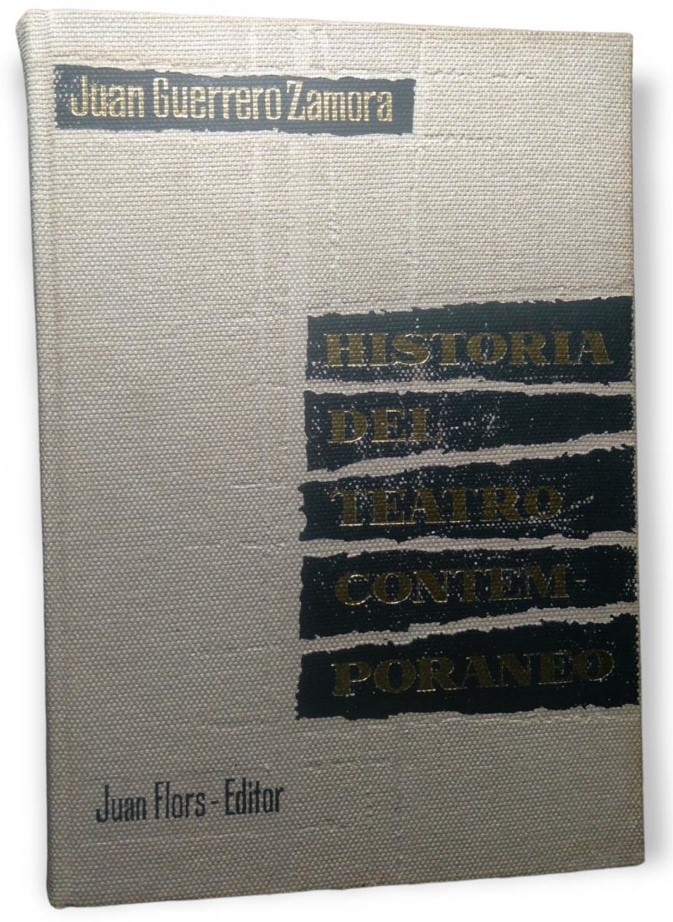
Historia Del Teatro Contemporáneo por Juan Guerrero Zamora. Editora Juan Flors, Barcelona, 1967. Encadernação editorial recoberta com tecido, obra em 4 volumes com 430, 587, 581 e 634 páginas.

Juan Guerrero Zamora (Melilla, 22 de janeiro de 1927 - Madri, 28 de março de 2002) foi um escritor, diretor de teatro e realizador de televisão espanhol. Ele foi um revolucionista na historia de 'Caixas' e com 14 anos ele foi mandado para uma aldeia, conhecida como "Folha".  